# Casa de López de Carrizosa
Los López de Carrizosa son una familia hidalga española establecida en la localidad gaditana de Jerez de la Frontera premiada en el siglo XIX con numerosos títulos nobiliarios, que son el marquesado de Mochales, el marquesado del Mérito, el marquesado de Casa Bermeja, el marquesado de Salobral, el condado de Moral de Calatrava, el condado de Peraleja y la baronía de Algar del Campo.